# Lätt mellanvikt i boxning vid olympiska sommarspelen 1980
Resultat från boxning vid olympiska sommarspelen 1980 och herrarnas lätta mellanvikt. De 23 boxarna vägde under 71 kg. Tävlingarna arrangerades i Indoor Stadium of the Olympiski Sports Complex i Moskva.

## Medaljörer
| Klass           | Guld                    | Silver                             | Brons                        |
| Lätt mellanvikt | Armando Martínez · Kuba | Aleksandr Kosjkijn · Sovjetunionen | Ján Franek · Tjeckoslovakien |
| Lätt mellanvikt | Armando Martínez · Kuba | Aleksandr Kosjkijn · Sovjetunionen | Detlef Kästner · Östtyskland |

## Resultat

### Första rundan
| Vinnare                  | Resultat      | Förlorare               |
| Första rundan            | Första rundan | Första rundan           |
| ------------------------ | ------------- | ----------------------- |
| Jackson Rivera (VEN)     | 5-0           | Roger Houangni (BEN)    |
| Zhelio Stefanov (BUL)    | 5-0           | Mouhamed Halabi (LIB)   |
| Jan Franek (TCH)         | KO-2          | Benedetto Gravina (ITA) |
| George Kabuto (UGA)      | 5-0           | Seifu Retta (ETH)       |
| Armando Martínez (CUB)   | 5-0           | Zygmunt Gosiewski (POL) |
| Leo Vainonen (SWE)       | 3-2           | Marcel Sirba (ROU)      |
| Francisco de Jesus (BRA) | 5-0           | Mbemba Camara (GUI)     |

### Andra rundan
| Vinnare                  | Resultat     | Förlorare                |
| Andra rundan             | Andra rundan | Andra rundan             |
| ------------------------ | ------------ | ------------------------ |
| Leonidas Njunwa (TAN)    | DSQ-3        | Imad Idriss (SYR)        |
| Detlef Kästner (GDR)     | KO-3         | Adeoye Adetunji (NGR)    |
| Aleksandr Kosjkijn (URS) | KO-1         | Salah Jassim Beden (IRQ) |
| Nick Wilshire (GBR)      | 3-2          | Miodrag Perunovic (YUG)  |
| Wilson Kaoma (ZAM)       | DSQ-2        | Jackson Rivera (VEN)     |
| Jan Franek (TCH)         | DSQ-3        | Zhelio Stefanov (BUL)    |
| Armando Martínez (CUB)   | RSC-1        | George Kabuto (UGA)      |
| Francisco de Jesus (BRA) | 5-0          | Leo Vainonen (SWE)       |

### Kvartsfinaler
| Vinnare                  | Resultat      | Förlorare                |
| Kvartsfinaler            | Kvartsfinaler | Kvartsfinaler            |
| ------------------------ | ------------- | ------------------------ |
| Detlef Kästner (GDR)     | 5-0           | Leonidas Njunwa (TAN)    |
| Aleksandr Kosjkijn (URS) | KO-2          | Nick Wilshire (GBR)      |
| Jan Franek (TCH)         | KO-2          | Wilson Kaoma (ZAM)       |
| Armando Martínez (CUB)   | 5-0           | Francisco de Jesus (BRA) |

### Semifinaler
| Vinnare                  | Resultat    | Förlorare            |
| Semifinaler              | Semifinaler | Semifinaler          |
| ------------------------ | ----------- | -------------------- |
| Aleksandr Kosjkijn (URS) | 5-0         | Detlef Kästner (GDR) |
| Armando Martínez (CUB)   | RSC-2       | Jan Franek (TCH)     |

### Final
| Vinnare                | Resultat | Förlorare                |
| Final                  | Final    | Final                    |
| ---------------------- | -------- | ------------------------ |
| Armando Martínez (CUB) | 4-1      | Aleksandr Kosjkijn (URS) |